# Tom Shaughnessy
Pour les articles homonymes, voir Shaughnessy.
Tom Shaughnessy (né le 12 juillet 1892 et mort le 21 septembre 1938) est un entraîneur et un président de hockey sur glace.

## Biographie
Le 14 novembre 1929, il devient le 6e entraîneur des Black Hawks de Chicago dans la Ligue nationale de hockey. Il occupe ce poste jusqu'au 12 janvier 1930 où il est remplacé par Bill Tobin après un bilan 10 victoires, 8 défaites et 3 matchs nuls en 21 rencontres.
Il poursuit ensuite sa carrière dans le hockey sur glace en achetant les Millers de Minneapolis puis en devenant président des Shamrocks de Chicago, deux équipes de l'Association américaine de hockey.